# ارتباط متبادل

Cross -correlation

في معالجة الإشارة، يُعد الارتباط المتبادل (بالإنجليزية: Cross-correlation)‏ مقياسًا للتشابه بين سلسلتين كدالة لتهجير أحدهما إلى الآخر. يعرف هذا أيضًا باسم ضرب نقطي. يتم استخدامه عادة للبحث عن إشارة طويلة لميزة قصيرة ومعروفة. يحتوي تطبيقات في تمييز الأنماط، وتحليل الجسيمات الفردية، والتصوير المقطعي بالإلكترون، والمعدل المتوسط، وتحليل الشفرات، وعلم الأعصاب.
وعلى المتغيرات المستمرات f وg، يتم التعبير عن الارتباط المتبادل كالتالي:
{\displaystyle (f\star g)(\tau )\ {\stackrel {\mathrm {def} }{=}}\int _{-\infty }^{\infty }f^{*}(t)\ g(t+\tau )\,dt},
حيث {\displaystyle f^{*}} يُشير إلى مرافق عدد مركب لـ {\displaystyle f}, و{\displaystyle \tau } هو الإزاحة، والذي يُعرف بـ التأخر (خاصية f في t تحدث في g بـ {\displaystyle t+\tau })